# كاثرين بار
كاترين بار (Catherine Parr) كانت ملكة إنجلترا وأيرلندا. وكانت الزوجة الأخيرة من زوجات الملك هنري الثامن الست منذ زواجهما في 12 يوليو 1543 حتى وفاة هنري في 28 يناير 1547. كانت كاثرين آخر عقيلة ملك في بيت تيودور، وعاشت بعد هنري بعام وثمانية أشهر. وتعتبر الملكة الإنجليزية الأكثر زواجًا (أربعة أزواج). كانت أول امرأة تنشر عملًا أصليًا باسمها باللغة الإنجليزية في إنجلترا.
تمتعت كاثرين بعلاقة وثيقة مع أطفال هنري الثلاثة، ماري وإليزابيث وإدوارد. شاركت شخصيًا في تعليم إليزابيث وإدوارد. كان لها تأثير في إقرار هنري لقانون الخلافة الثالث في عام 1543 والذي أعاد ابنتيه ماري وإليزابيث إلى خط خلافة العرش. عُينت كاثرين وصية على العرش من يوليو إلى سبتمبر 1544 بينما كان هنري في حملة عسكرية في فرنسا؛ وفي حالة فقد حياته، كان عليها أن تحكم كوصي حتى يبلغ إدوارد سن الرشد. لكنه لم يمنحها أي وظيفة في الحكومة في وصيته. وبعد وفاة الملك، تولت دور الوصي على ابنة زوجها إليزابيث.
في 25 أبريل 1544، نشرت كاثرين كتابها الأول، «مزامير أو صلوات»، من دون الكشف عن هويتها. أصبح كتابها «صلوات أو تأملات» أول كتاب تنشره ملكة إنجليزية باسمها في 2 يونيو 1545. ونشرت كتابًا ثالثًا بعنوان «رثاء الخاطئ» في 5 نوفمبر 1547. وبسبب تعاطفها البروتستانتي، أثارت عداوة المسؤولين المناهضين للبروتستانتية، الذين سعوا إلى قلب الملك ضدها، فقد صدرت مذكرة اعتقال بحقها في ربيع عام 1546. ومع ذلك، سرعان ما تصالحت هي والملك.
بعد وفاة هنري عام 1547، سُمح لكاثرين بالاحتفاظ بمجوهرات الملكة وفساتينها بصفتها الملكة الأرملة. بعد حوالي ستة أشهر من وفاة هنري، تزوجت من زوجها الرابع والأخير، توماس سيمور، بارون سيمور الأول من سوديلي. كان سيمور عم الملك إدوارد السادس (ابن ربيب كاثرين) والشقيق الأصغر للورد حامي إنجلترا إدوارد سيمور، دوق سومرست الأول، وجين سيمور، زوجة هنري الثالثة. كان زواج كاثرين الرابع والأخير قصير الأمد، فقد توفيت في 5 سبتمبر 1548 بسبب مضاعفات الولادة. أقيمت جنازتها في 7 سبتمبر 1548 وكانت أول جنازة بروتستانتية في إنجلترا أو اسكتلندا أو أيرلندا تقام باللغة الإنجليزية.

## النشأة والمراهقة
كانت كاثرين بار الابنة الكبرى للسير توماس بار، سيد قصر كيندال في ويستمورلاند (الآن في كمبريا)، ومود جرين، الابنة والوريثة المشاركة للسير توماس جرين، سيد جرينز نورتون، نورثهامبتونشاير. مثل آن بولين، نشأت كاثرين كاثوليكية ولكنها تحولت في مرحلة ما إلى البروتستانتية. كان السير توماس بار من نسل الملك إدوارد الثالث، وكانت عائلة بار عائلة شمالية كبيرة تضم العديد من الفرسان. كان لدى كاثرين أخ أصغر، ويليام، الذي أصبح لاحقًا مركيز نورثامبتون الأول بعد الكثير من الجدل، وأختها الصغرى آن، التي أصبحت فيما بعد كونتيسة بيمبروك. كان السير توماس رفيقًا مقربًا للملك هنري الثامن، ونتيجة لذلك كوفئ بإعطائه مناصب عدة كعمدة نورثهامبتونشاير، ورئيس العنابر، والمراقب المالي للملك، بالإضافة إلى كونه سيد كيندال. كانت والدة كاثرين صديقة مقربة ومرافقة لكاثرين أراغون، وربما سميت كاثرين بار على اسم الملكة كاثرين، التي كانت عرابتها.
وُلدت عام 1512، على الأرجح في أغسطس. كان يُعتقد أن كاثرين بار ولدت في قلعة كيندال في ويستمورلاند. ولكن في وقت ولادتها، كانت قلعة كيندال بالفعل في حالة سيئة للغاية. خلال فترة حملها، بقيت مود بار في البلاط، لتعتني بالملكة، وكانت عائلة بار تعيش في منزلهم المستقل في بلاكفرايرز. يعتبر المؤرخون الآن أنه من غير المرجح أن السير توماس كان قد أخذ زوجته الحامل في رحلة شاقة لمدة أسبوعين شمالًا عبر طرق سيئة لتلد في قلعة متداعية لا يبدو أن أيًا منهما يقضي فيها الكثير من الوقت. توفي والد كاثرين عندما كانت صغيرة، وكانت قريبة من والدتها عندما كبرت.
كان تعليم كاثرين الأولي مشابهًا لتعليم النساء في العائلات المرموقة، لكنها طورت شغفًا للتعلم استمر طوال حياتها. كانت تتقن الفرنسية، واللاتينية (اللغة التي ألفت بها)، والإيطالية، وبدأت في تعلم الإسبانية بعد أن أصبحت ملكة. وفقًا لكاتبة السيرة الذاتية ليندا بورتر، فإن القصة التي تقول إن كاثرين لم تكن تتسامح مع الخياطة عندما كانت طفلة وكانت تقول لوالدتها في كثير من الأحيان أن «يدي مرسومتان للمس التيجان والصولجانات، وليس المغازل والإبر» من المحتمل جدًا أنها ملفقة.

## الزواج الأول (1529–1533)
في عام 1529، عندما كانت في السابعة عشرة من عمرها، تزوجت كاثرين من السير إدوارد بيرغ (يُنطق ويُكتب أحيانًا باسم بورو)، وهو حفيد إدوارد بيرغ، بارون بيرغ الثاني. ذكرت السير الذاتية السابقة خطًا أن كاثرين تزوجت من بيرغ الأكبر. بعد وفاة البارون بيرغ الثاني في ديسمبر 1528، استُدعي والد زوج كاثرين، السير توماس بيرغ، إلى البرلمان في عام 1529 باسم بارون بيرغ.
كان زوج كاثرين الأول في العشرينات من عمره وربما كان في حالة صحية سيئة. شغل منصب القاضي لتوماس كيدل. توفي السير إدوارد بيرغ الأصغر في ربيع عام 1533، ولم يبق على قيد الحياة ليرث لقب بارون بيرغ.